# Hoplestigmataceae
Hoplestigmataceae is een botanische naam, voor een familie van tweezaadlobbige planten. Een familie onder deze naam wordt vrij regelmatig erkend door systemen voor plantentaxonomie.
Het Cronquist-systeem (1981) plaatste de familie in de orde Violales. Het APG-systeem (1998) plaatste de familie niet in een orde. Echter, het APG II-systeem (2003) erkent de familie in het geheel niet. De APWebsite erkende eerst [11 feb. 2008] de familie weer wel, niet in een orde geplaatst, maar later [26 juli 2009] weer niet, en voegde de planten in bij de Boraginaceae.
Indien erkend, gaat het om een heel kleine familie, van bomen die voorkomen in West-Afrika.